# Andrew Sachs
Andrew Sachs, Andreas Siegfried Sachs (Berlin, Németország, 1930. április 7. – 2016. november 23.) BAFTA-díjra jelölt német származású angol színész. Nevét a brit televízióban tette ismertté, legemlékezetesebb alakítása Manuel megformálása volt a Waczak szálló című sorozatban.

## Életpályája
Andrew Berlinben született Katharina Schrott-Fiecht könyvtárosnő és Hans Emil Sachs zsidó származású biztosítási ügynök fiaként. Nyolcéves korában a náci uralom zsidókkal való bánásmódja miatt a szüleivel Angliába költözött. A család Észak-Londonban telepedett le, ő maga haláláig Kilburnben élt.
Andrew Melody Lang-ot vette feleségül, aki az egyik Waczak szálló-részben ("Basil, a patkány") szerepelt, mint Mrs. Taylor.

## Pályafutása
Andrew 1959-ben jelent meg először a vásznon, a The Night We Dropped a Clanger című filmben. Az 1960-as években számos televíziós sorozatban bukkant fel, mint pl. Az Angyal (1962).
Leghíresebb szerepét 1975–1979 között alakította: a Waczak szálló című abszurd humorú sorozat csetlő-botló, angolul alig értő spanyol pincérét, hordárját: Manuelt. A televíziózáson túl számos alkalommal adta hangját hangos könyvekhez, vagy narrátorkodott dokumentumfilmekben.
1977-ben megjelent a Foglalkoznak már önnel? című sorozat alapján készült azonos című filmben is, ahol - hűen az általa alakított spanyol figurához - ismét egy spanyol személyt formált meg.

## Betegsége és halála
2012-ben Sachsot egyszeri súlyos szélütés érte, amitől kerekesszékbe kényszerült és már nem volt képes beszélni. Egy northwoodi kezelőotthonban halt meg négy évvel később. Halálát csak temetése napján (december 1.) jelentették be.
2016. december 2-án a BBC Sachs emlékének tisztelegve leadta a Waczak szálló Kommunikációs problémák c. epizódját. John Cleese egykori kollégájának halála kapcsán úgy nyilatkozott, hogy egy rendkívül elragadó ember volt (sweet, sweet man).

## Filmjei
- BBC Sunday-Night Theatre (1958-1959)
- Az angyal (1962)
- Asterix, a gall (1967)
- Szellemes nyomozók (1970)
- Rémálom (1974)
- Waczak Szálló (1975-1979)
- A rózsaszín párduc bosszúja (1978)
- Vihar (1979)
- Világtörténelem - 1. rész (1981)
- Perzselő szenvedélyek (1988)
- Asterix és a nagy csata (1989)
- A felvilágosodás (1991)
- Faust (1994)
- William's Wish Wellingtons (1994-1995)
- Timewatch (1994-2005)
- Az elfelejtett játékok (1995)
- Taxandria (1996)
- Big Bag (1996-1998)
- Elhagyott játékok (1997)
- A néma szemtanú (2000)
- Hontalanul Afrikában (2001)
- Doktorok (2003)
- Speer és Hitler (2005)
- Holby Városi Kórház (2005)
- Egyiptom (2005)
- Baleseti sebészet (2008-2011)
- A postamester (2010)
- Kvartett – A nagy négyes (2012)
- Varsó kémei (2013)
- Alice Tükörországban (2016)

## További információ
- Andrew Sachs a PORT.hu-n (magyarul)
- Andrew Sachs az Internetes Szinkronadatbázisban (magyarul)
- Andrew Sachs az Internet Movie Database-ben (angolul)
- Andrew Sachs a Rotten Tomatoeson (angolul)